# Callicostella scabripes
Callicostella scabripes är en bladmossart som beskrevs av Brotherus 1907. Callicostella scabripes ingår i släktet Callicostella och familjen Hookeriaceae. Inga underarter finns listade i Catalogue of Life.